# 애기땅빈대
애기땅빈대는 대극과의 한해살이풀이다. 좀땅빈대, 애기점박이풀이라고도 부른다. 북아메리카 원산이다.

## 생태
길가나 밭둑에서 흔하게 자란다. 줄기는 연한 붉은색을 띠며 두 갈래로 갈라지면서 땅을 긴다. 길이는 10~25센티미터쯤 되며 털이 난다. 잎은 마주나며 긴둥근꼴이다. 길이 5~10밀리미터, 너비 2~4밀리미터쯤 되며, 가장자리에 가는 톱니가 있고, 가운데 짙은 갈색 반점이 있다. 꽃은 6~8월에 잎겨드랑이에 몇 개씩 모여 피는데 수술과 암술이 각 1개씩 되는 배상꽃차례라서 1개의 꽃처럼 보인다. 총포는 술잔 모양이며, 암술대는 3개인데 끝이 두 갈래로 깊이 갈라진다. 열매는 삭과인데 밑으로 드리우며, 겉에 굽은 털이 난다. 씨는 달걀꼴이며 네모진다.

## 비슷한 풀
- 땅빈대(Euphorbia humifusa Willd. ex Schltdl.) : 애기땅빈대에 비해 줄기 색이 짙은 적갈색이고, 줄기에 난 잔털이 애기땅빈대보다 적다.[3]
- 큰땅빈대(Euphorbia prostrata L.) : 애기땅빈대와 달리 줄기가 곧게 서고 열매에 털이 없다.[4]
- 누운땅빈대(Euphorbia prostrata Aiton) : 열대 아메리카 원산이며, 애기땅빈대와 달리 잎이 긴둥근꼴이고 열매에 털이 능선부에만 난다.[5]

## 사진

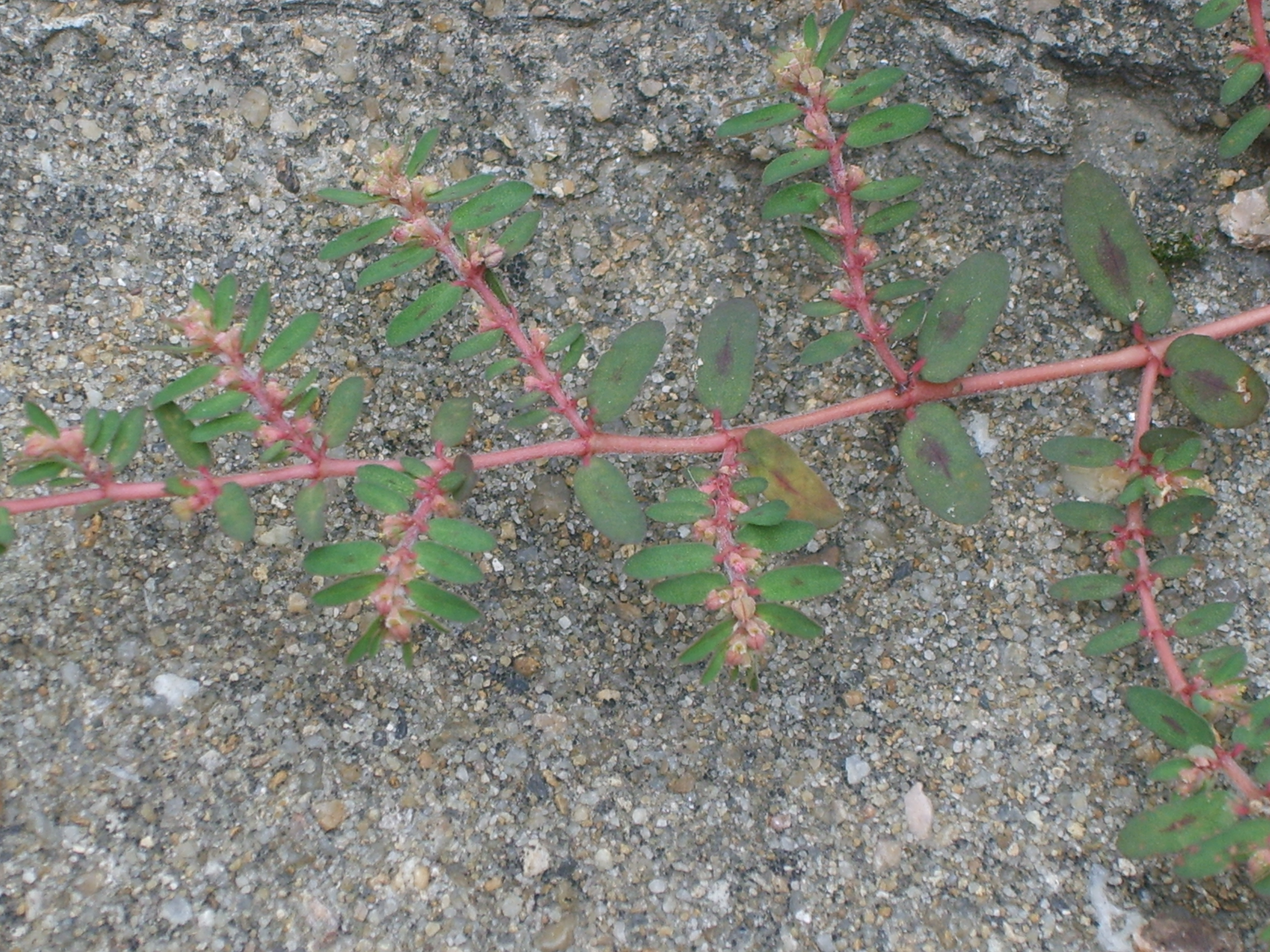
꽃